# Національна бібліотека Вануату
Національна бібліотека Вануату — найбільша бібліотека Вануату, розташована в  Культурному центрі Вануату у місті Порт-Віла. Містить близько 15 000 книг і виконує дві функції: національного сховища рідких і спеціальних документів, а таже публічної «National Library»], Культурний центр Вануату Бібліотека заснована в квітні 2004 року. 
У бібліотеці є дві «спеціальних колекції», одна присвячена Вануату, а друга — іншим островам Тихого Океану.  Бібліотека містить близько 500 рідкісних бібліотечних одиниць зберігання, присвячених Вануату, в основному це колекція рідкісних книг.  «Рідкісні та спеціальні» документи бібліотеки включають " антропологічні та  археологічні матеріали, твори  мистецтва та матеріали про країну, автобіографічні записи та біографії, великий розділ праць про  мови Вануату, історію місіонерства, усні перекази, культурні, історичні та політичні документи, журнали, газети та періодичні видання ". 
Головний бібліотекар Національної бібліотеки Вануату — пані Енн Наупа (Anne Naupa).  